# 四四式卡賓槍
四四式卡賓槍為日本基於三八式步槍所研發之手動槍機卡賓槍。

## 特徵
既然四四式卡賓槍是基於三八式步槍所研發之手動槍機卡賓槍，因此在基本構造上與三八式步槍大同小異。然而小異之處也有大大不同，首先槍管遞減到482mm長度，因此全長只有96.6cm。四四式卡賓槍一樣適用6.5mm有坂子彈，且一样使用多边形枪管，然而彈頭初速卻下降到只有每秒708公尺，但是詭異的是有效射程卻比三八式步槍多出40公尺（三八式步槍有效射程460公尺）；很可能四四式卡賓槍膛線的繞距相當高但是仍然有火藥推進量不足的問題。
四四卡賓槍還有值得一提的地方就是它刺刀的設計；如果沒有意外的話，四四式卡賓槍也會跟著使用長達40cm的三十式刺刀。然而四四式卡賓槍一開始就明確地設定給騎兵使用，儘管騎兵的式微還要到第一次世界大戰之後才會知道，不過設計師有坂細心地觀察到，如果騎兵一開始就沒有上刺刀，那麼在衝鋒的時候在顛簸的馬背上將腰際的刺刀抽出裝上槍口，就等於現代在略為擁擠的高速公路上一邊開車一邊用火柴點煙斗是一樣的道理。為了不讓騎兵使用不便，令軍方為之震撼的新式折叠式三棱刺刀就此誕生，有坂將它設計成前後摺疊式，要使用時壓下卡榫下方的固定鈕就會解除刺刀固定，將刺刀由下往上固定在卡榫即可用於作戰。另外该枪在枪口处设计了固定的弯钩，便于叉铳和白刃战时格挡。
四四式卡賓槍的槍托底部還有個精巧的旋轉蓋，拜其縮短的槍管所賜，通槍條（cleaning rod）縮短為兩節，因此可以收藏在槍托中。

## 歷史背景
日俄戰爭是日本步槍演變的重要里程碑，原來的三十式步槍是因為早先的村田步槍性能不良所以取而代之；儘管打贏了俄羅斯但是官兵對於三十式步槍的性能也充滿了一片批評的聲浪，因此又出現了三八式步槍再取而代之。到了明治43年（1910年），部隊中的三十年式步槍就全面被三八式步槍取代了。
四四式卡賓槍的量產時間較三八式步槍晚很多，正式量產始於1911年，不過很快地在隔年就進入部隊服役，直到二次大戰結束，甚至剛剛成立的陸上自衛隊初期也以四四式卡賓槍為主力。不過生產時間卻在1942年就停產，在這卅一年間大約91,900把四四式卡賓槍問世。

### 轉變
第一次世界大戰證明了機槍是最有效率的屠殺機器，而飛機更加速了戰爭的速度，甚至坦克的出現與應用從此改變地面戰爭的面貌，因此那種人馬合一的浪漫最後只剩下重大慶典儀式才會出現。原來的騎兵頭銜被讓給新型的裝甲部隊，但是並沒有影響到四四卡賓槍的生產，既然三八式步槍被定位為主力步槍，那麼比較短而不被認為是「主力」的四四卡賓槍就自然淪為給「非主力」的部隊使用，例如工兵、砲兵、輜重運輸部隊、通信、航空隊的基地警備部隊等等。
說起來這樣的規劃總有一些些歧視的味道，不過就迷信於銃剣道與銃剣術的日軍來說，認定勤務部隊會用到刺刀捅人的機率實在不高。

## 衍生型
四四式卡賓槍一共有三代衍生款，不過沒有什麼太大的差別，不過就是在刺刀座的部分上進行修改，增強耐用度，增加刺刀的長度等等。至於小改款部份就是四四式卡賓槍原來有兩個收納通槍條的收納孔，後來改為一個直徑加大的收納孔以減少生產工時。

## 使用國
- 大日本帝国
- 中華民國
- 中华人民共和国